# 1377
Năm 1377 là một năm trong lịch Julius.

## Sự kiện
- Chiến tranh Việt-Chiêm 1367-1396: Quân Đại Việt bị quân Chiêm Thành phục kích đánh bại, Hoàng đế Trần Duệ Tông cùng một vài tướng (chẳng hạn như Nguyễn Nạp Hòa) tử trận.
- Trần Hiện lên ngôi vua, tức vua Trần Phế Đế.

## Mất
- Trần Duệ Tông (Trần Kính), vua nhà Trần của Đại Việt